# Wang Duanshu
En una onomàstica xinesa, Wang es el cognom i Duanshu el prenom.
Wang Duanshu (xinès simplificat:王端淑; Shanyin 1622 - 1701) Poetessa, pintora i cal·lígrafa xinesa. Una de les grans escriptores i artistes xineses del període de transició entre la caiguda de la Dinastia Ming i els inicis de la Dinastia Qing. Les seves pintures i cal·ligrafies van ser tan famoses com la seva obra literària. Tot plegat li va facilitar ocupar un lloc destacat en la vida cultural de l'època.

## Biografia
Wang Duanshu va néixer el 1622 durant el mandat de l'emperador Tianqi de la Dinastia Ming, a Shanyin (actual Shaoxing), província de Zhejiang (Xina). Era la segona filla de vuit germans, el seu pare, Wang Siren (王思任), erudit, escriptor i cal·lígraf va ser Ministre de Ritus del govern imperial. Wang va estudiar els clàssics al costat dels seus germans quan ella era nena. Sembla que tenia excel·lents habilitats de memorització, i podia recitar qualsevol poesia i prosa després d'una sola lectura.
El 1637, es va casar amb el fill d'un amic del seu pare, Ding Shengzhao (丁圣肇), i van anar a viure a Pequín fins que els manxús es van acostar a la capital. Després van marxar cap a Shanyin on els dos cònjuges es van unir a un grup de fidels de la Dinastia Ming. Allà van continuar la lluita contra l'invasor; on a més dels seus respectius pares, en el grup hi havia diferents artistes i intel·lectuals propers als Ming, com l'historiador i assagista Zhang Dai (张岱).
Un cop instaurada la nova dinastia, l'emperador Kangxi li va oferir un lloc a la Cort per ensenyar a les princeses i concubines imperials, però ella es va negar. Arruïnada per la guerra i reduïda a la pobresa, impulsada per la necessitat, va començar a escriure i pintar per guanyar-se la vida. L'any 1644, a més, havia venut les joies del seu dot per comprar una concubina al seu marit, perquè ella no podia donar-li fills.
El 1653 va viure un temps a la famosa residència –el “Pavelló de la Rama Verda” (青藤书屋)– del pintor i erudit Xu Wei (徐渭), que també era de Shanyin i de la mateixa edat que ella . Després va anar a viure a Hangzhou, on va entrar en contacte amb un ampli cercle d'estudiosos i artistes. Es va fer amiga, entre d'altres, del dramaturg Li Yu, (Li Liweng) , per a qui va escriure un prefaci el 1661.
A partir de 1664 va viure aïllada, i segons algunes fonts va morir als vuitanta anys, el que situaria la seva mort al voltant de l'any 1701.

## Obra literària
La major part de la seva obra literària es va editar en una antologia de 30 volums , "Antology of Women's Ballads" (Yínhóng ji《吟红集》), completada el 1657, amb un prefaci de Ding Shengzhao, però que va completar fins a l'any 1661 amb prefacis addicionals. Conté textos de les més diverses formes i estils, des de poemes rapsòdics fins a balades i fins i tot palíndroms en versos de set personatges que reflecteixen la seva inclinació pels concursos poètics. Finançada pels seus amics, la publicació va contribuir a la fama de Wang Duanshu. Sorprenentment, un dels temes recurrents d'aquests textos és polític, és a dir, el suport als fidels a la dinastia Ming. En concret, va escriure una quinzena de biografies de personalitats de la causa lleial, però també les biografies de sis herois que van morir per aquesta causa.
Wang Duanshu també va editar una antologia de poesia femenina, publicada el 1667, "Trame of Poems of Reowned Women" (Mingyuan shiwei《名媛诗纬》, que és una de les col·leccions de poemes més importants de l'època. Mingyuan shiwei consta de formes prosòdiques variades: poesia shi 詩, prosòdia ci 詞 i poemes cantats sanqu 散曲. Els dos últims volums contenien poemes de la pròpia Wang. En quaranta-dos volums, Wang va incloure centenars de dones poetes des de l'antiguitat fins als Ming, incloses dues de la dinastia Tang: la cortesana Xue Tao 薛濤 i Yu Xuanji 魚玄機. Tots les poetes estaven ordenades cronològicament, amb notes biogràfiques.. També agrupades amb criteris morals i socials, en l'ordre següent: dames de palau, senyores, cortesanes i estrangeres, entre d'altres. En conjunt l'obra inclou més de 2.000 poemes i més de 800 biografies Es considera el primer recull de poesia de la història de la poesia femenina xinesa i de la recopilació d'una col·lecció d'obres de dones.
També va ser autora d'una col·lecció de biografies de princeses imperials titulada 歷代帝王後妃考.

## Pintura i cal·ligrafia
Wang Duanshu també és considerada un dels grans cal·lígrafs i sobretot paisatgistes de la primera etapa de la dinastia Qing. Sis de les pintures de la seva sèrie de "Pintures de paisatge" (山水图) de 1664 (probablement inspirades en Xu Wei) es conserven al Museu de la Ciutat Prohibida (故宫博物院) de Pequín.